# Damián Frascarelli
Damian Andrés Frascarelli Gutiérrez (Montevideo, Uruguay; 2 de junio de 1985) es un futbolista uruguayo nacionalizado ecuatoriano. Juega como portero y su equipo actual es el River Plate de la Primera División de Uruguay.

## Carrera
Debutó profesionalmente en Miramar Misiones el 18 de febrero de 2007 contra el Club Atlético Bella Vista, siendo triunfo de Miramar Misiones por el marcador de 1-0.  
Jugó allí todo el año, hasta que en 2008 fue transferido a Peñarol, en el que sufrió una lesión que lo marginó, donde permaneció todo el año 2008. 
En 2009 pasó a Central Español, al año siguiente, en 2010 pasó a Cerro donde jugó la Copa Libertadores 2010. 
En ese mismo año fue en condición de libre al APOP Kinyras Peyias de Chipre. 
Luego de militar en el también chipriota Omonia Nicosia, Frascarelli regresó a Uruguay para jugar en Bella Vista.
En agosto de 2012 es contratado por River Plate de Uruguay. 
En julio de 2014 llegó a Ñublense de Chile.
A principios de julio de 2015 se confirmó que jugará su segundo ciclo en Peñarol para la temporada 2015-16.
En abril de 2016, se convierte en parte de una propaganda publicitaria de Tienda Inglesa por el día de la madre en Uruguay. 
A raíz de un curioso llamado de su madre a un programa de radio en su país
Llega en el año 2017 a Guayaquil City, de la mano del técnico español Ángel García, demostrando seguridad en el arco. 
A finales del 2018 desciende con el club ecuatoriano.

## Estadísticas

### Clubes
Actualizado al último partido disputado el 23 de junio de 2023.
| Club                       | Div.          | Temporada     | Liga  | Liga  | Copas nacionales | Copas nacionales | Copas internacionales | Copas internacionales | Total | Total |
| Club                       | Div.          | Temporada     | Part. | Goles | Part.            | Goles            | Part.                 | Goles                 | Part. | Goles |
| -------------------------- | ------------- | ------------- | ----- | ----- | ---------------- | ---------------- | --------------------- | --------------------- | ----- | ----- |
| Central Español · Uruguay  | 1.ª           | 2009-10       | 15    | 0     | —                | —                | —                     | —                     | 15    | 0     |
| Central Español · Uruguay  | Total club    | Total club    | 15    | 0     | 0                | 0                | 0                     | 0                     | 15    | 0     |
| Cerro · Uruguay            | 1.ª           | 2009-10       | 13    | 0     | —                | —                | 4                     | 0                     | 17    | 0     |
| Cerro · Uruguay            | Total club    | Total club    | 13    | 0     | 0                | 0                | 4                     | 0                     | 17    | 0     |
| APOP Kinyras Peyias Chipre | 1.ª           | 2010-11       | 16    | 0     | —                | —                | —                     | —                     | 16    | 0     |
| APOP Kinyras Peyias Chipre | Total club    | Total club    | 16    | 0     | 0                | 0                | 0                     | 0                     | 16    | 0     |
| Omonia Nicosia Chipre      | 1.ª           | 2011-12       | 0     | 0     | —                | —                | 0                     | 0                     | 0     | 0     |
| Omonia Nicosia Chipre      | Total club    | Total club    | 0     | 0     | 0                | 0                | 0                     | 0                     | 0     | 0     |
| Bella Vista · Uruguay      | 1.ª           | 2011-12       | 10    | 0     | —                | —                | —                     | —                     | 10    | 0     |
| Bella Vista · Uruguay      | Total club    | Total club    | 10    | 0     | 0                | 0                | 0                     | 0                     | 10    | 0     |
| River Plate · Uruguay      | 1.ª           | 2012-13       | 30    | 0     | —                | —                | —                     | —                     | 30    | 0     |
| River Plate · Uruguay      | 1.ª           | 2013-14       | 29    | 0     | —                | —                | 4                     | 0                     | 33    | 0     |
| River Plate · Uruguay      | Total club    | Total club    | 59    | 0     | 0                | 0                | 4                     | 0                     | 63    | 0     |
| Ñublense · Chile           | 1.ª           | 2014-15       | 34    | 0     | 2                | 0                | —                     | —                     | 36    | 0     |
| Ñublense · Chile           | Total club    | Total club    | 34    | 0     | 2                | 0                | 0                     | 0                     | 36    | 0     |
| Peñarol · Uruguay          | 1.ª           | 2015-16       | 0     | 0     | —                | —                | 1                     | 0                     | 1     | 0     |
| Peñarol · Uruguay          | 1.ª           | 2016          | 1     | 0     | —                | —                | 0                     | 0                     | 1     | 0     |
| Peñarol · Uruguay          | Total club    | Total club    | 1     | 0     | 0                | 0                | 1                     | 0                     | 2     | 0     |
| Guayaquil City · Ecuador   | 1.ª           | 2017          | 31    | 0     | —                | —                | —                     | —                     | 31    | 0     |
| Guayaquil City · Ecuador   | 1.ª           | 2018          | 33    | 1     | —                | —                | —                     | —                     | 33    | 1     |
| Guayaquil City · Ecuador   | Total         | Total         | 64    | 1     | 0                | 0                | 0                     | 0                     | 64    | 1     |
| Barcelona S. C. · Ecuador  | 1.ª           | 2019          | 11    | 0     | 3                | 0                | 2                     | 0                     | 16    | 0     |
| Barcelona S. C. · Ecuador  | Total         | Total         | 11    | 0     | 3                | 0                | 2                     | 0                     | 16    | 0     |
| Aucas · Ecuador            | 1.ª           | 2020          | 28    | 0     | —                | —                | 2                     | 0                     | 30    | 0     |
| Aucas · Ecuador            | 1.ª           | 2021          | 26    | 0     | —                | —                | 5                     | 0                     | 31    | 0     |
| Aucas · Ecuador            | 1.ª           | 2022          | 19    | 0     | 1                | 0                | —                     | —                     | 20    | 0     |
| Aucas · Ecuador            | 1.ª           | 2023          | 7     | 0     | 0                | 0                | 2                     | 0                     | 9     | 0     |
| Aucas · Ecuador            | Total         | Total         | 80    | 0     | 1                | 0                | 9                     | 0                     | 90    | 0     |
| Albion F. C. · Uruguay     | 2.ª           | 2024          | 0     | 0     | 0                | 0                | —                     | —                     | 0     | 0     |
| Albion F. C. · Uruguay     | Total         | Total         | 0     | 0     | 0                | 0                | 0                     | 0                     | 0     | 0     |
| Total carrera              | Total carrera | Total carrera | 303   | 1     | 6                | 0                | 20                    | 0                     | 329   | 1     |
| 1. 2.                      |               |               |       |       |                  |                  |                       |                       |       |       |

## Palmarés

### Campeonatos nacionales
| Título              | Equipo  | País    | Año     |
| ------------------- | ------- | ------- | ------- |
| Campeonato Clausura | Peñarol | Uruguay | 2008    |
| Campeonato Apertura | Peñarol | Uruguay | 2015    |
| Campeonato Uruguayo | Peñarol | Uruguay | 2015-16 |
| Serie A de Ecuador  | Aucas   | Ecuador | 2022    |